# Festa dei Pugnaloni
La festa dei pugnaloni è una festa che si celebra ad Acquapendente (VT), la terza domenica di maggio. È una delle più antiche celebrazioni folkloristiche della Tuscia, ed in origine era anche chiamata festa di mezzomaggio. Oggi è organizzata e promossa dall'Associazione Pro Loco di Acquapendente e dall'autorità comunale. Durante la giornata di esposizione, oltre alla celebrazione religiosa dedicata alla Madonna del Fiore, vi sono diversi eventi fra cui spettacoli di rievocazione medievale. L'attrazione principale è assolutamente unica. Consiste in delle grandi tavole su cui si trovano spettacolari disegni creati con foglie e fiori. La realizzazione è lunga e si procede prima con la creazione di un bozzetto, poi dipinto su tavola, e successivamente l'attaccatura delle foglie. A quest'ultime vengono spesso tagliate le venature e attaccate creando bellissime sfumature (le più usate sono la sforetta, il pero, il prunus e molte altre). Contemporaneamente viene inserito anche aglio e cipolla (con cui molti pugnaloni fanno bellissimi rilievi) e il cosiddetto "trame" ovvero il fiore del noce (di un colore nero scuro). Recentemente si è diffuso l'uso dei fiori semprevivo mentre è scarso o nullo l'utilizzo di corteccia e altri elementi naturali. La sera prima della sfilata e della premiazione vengono incollati gli altri fiori (i più usati sono le ortensie e le gerbere).

## La festa e le sue origini

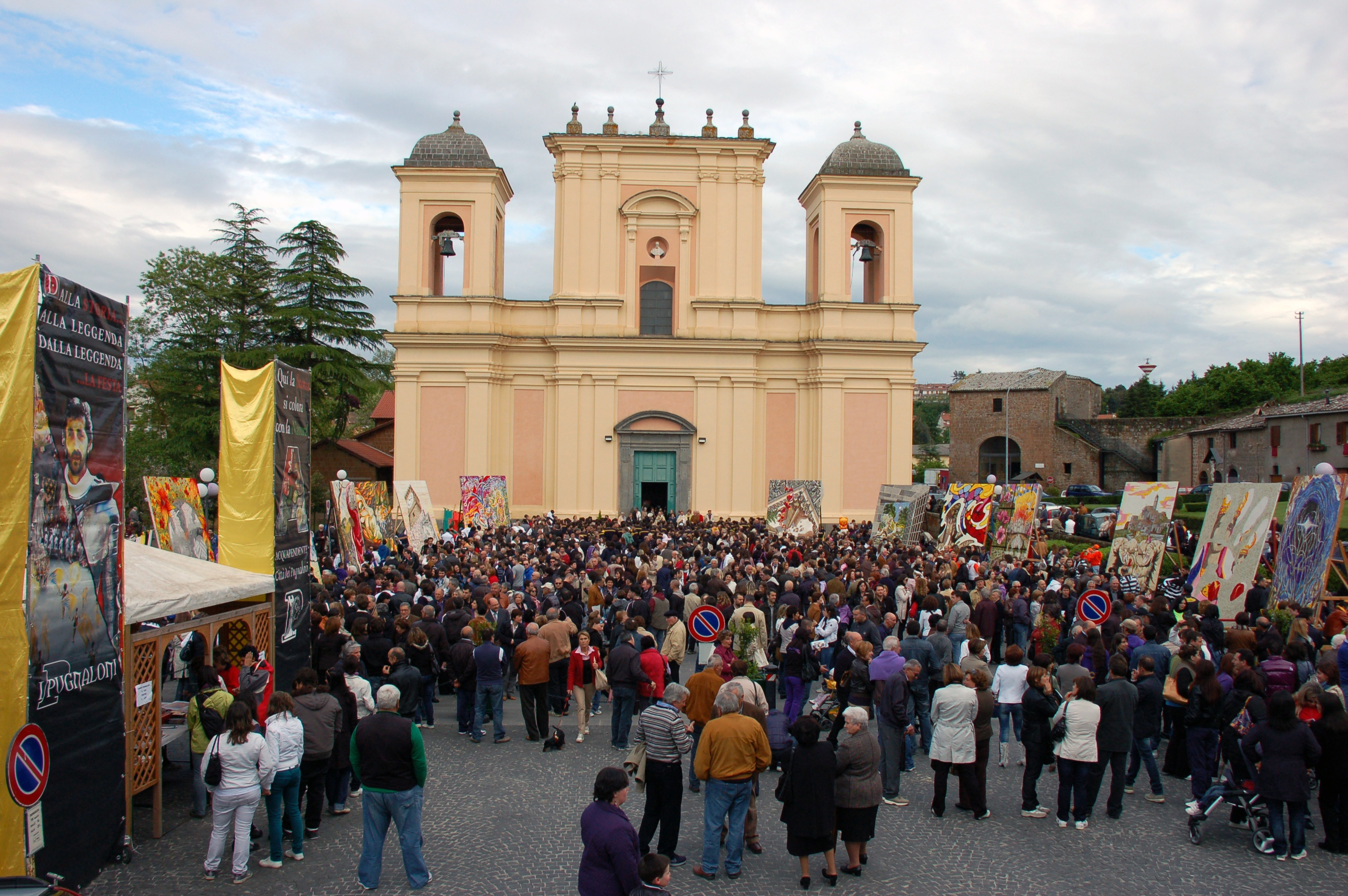
Pugnaloni esposti in Piazza del Duomo

L'avvenimento storico che ha dato origine a questa festa, viene assegnato al 15 maggio 1166 e riguarda la rivolta degli aquesiani contro il dominio del Barbarossa; rivolta che segnò l'inizio del Libero comune di Acquapendente. La tradizione vuole che alla base di questa festa, ci sia un miracolo. Il prodigio viene tramandato a voce ma si trova riportato anche nei testi storici locali.
Il miracolo sarebbe avvenuto alla presenza di due contadini che stavano lavorando in un campo e discutevano sull'impossibile vita che conducevano sotto la tirannia del governatore di Barbarossa e del desiderio di liberarsene. A questo proposito, uno di essi disse che la liberazione sarebbe stata tanto impossibile quanto la fioritura di quel ciliegio secco che era lì vicino. Miracolosamente Il ciliegio fiorì. Questo prodigio, attribuito alla Madonna, fu interpretato come un incentivo alla rivolta: contadini e paesani armati di forche e bastoni assaltarono il castello e cacciarono il governatore.

## I pugnaloni
I pugnaloni di Acquapendente sono grandi pannelli di 2.60 x 3.6 metri realizzati con l'antica tecnica del mosaico ma esclusivamente con fiori e foglie. I pannelli vengono prima disegnati, poi ricoperti con petali di fiori, foglie e altri materiali vegetali che vengono reperiti nelle campagne vicino al paese o acquistati per esigenze cromatiche.
Le foglie vengono tagliate ad arte ed incollate sul pannello disegnato, in modo da colorare il fondo l'opera; su di esse vengono poi applicati i fiori, disposti la notte prima della sfilata.

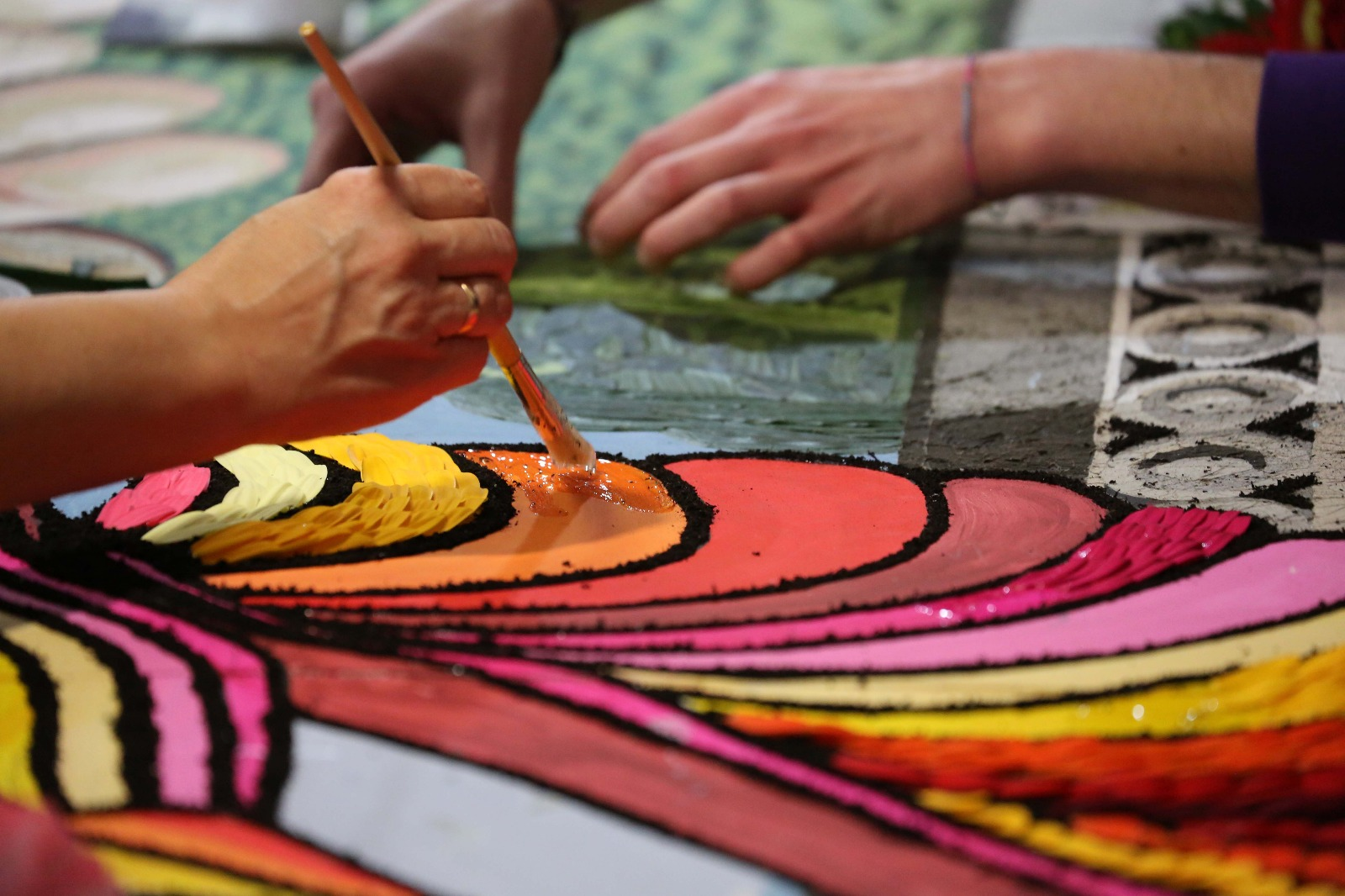
Il dettaglio di un pugnalone durante l'attaccatura dei petali

Generalmente si procede incollando prima il materiale più resistente come le foglie, poi, mano a mano, quello più deteriorabile fino ad incollare quello più delicato che sono i petali di fiori. L'esperienza ha portato con il tempo ad usare tecniche diverse nell'esecuzione del mosaico per cui si è arrivati ad avere un senso della prospettiva e della tridimensionalità che rende queste opere d'arte uniche nel loro genere.
Dopo giorni e notti di intenso lavoro nei vari locali, i pugnaloni la mattina della festa vengono montati su un'intelaiatura di legno che li sostiene e fa sì che possano essere portati a braccia in processione con grande fatica in quanto molto pesanti.
Vengono esposti nelle vie del paese e nel primo pomeriggio nella Cattedrale del Santo Sepolcro, prima di sfilare nel pomeriggio in processione precedendo la statua della Madonna del Fiore come da tradizione. Vengono poi portati all'interno del Duomo dove rimarranno esposti per tutto l'anno. Anche se con il tempo i petali appassiscono e i colori diventano più sbiaditi, i vecchi pugnaloni destano sempre interesse soprattutto per chi li vede per la prima volta.
Depositati i pugnaloni nella cattedrale, i gruppi si avviano verso la piazza principale dove, da una finestra del palazzo comunale, verrà decretata da parte di una giuria, la vittoria del più bel pugnalone dell'anno. Il gruppo vincitore riceverà un troteo scolpito nel bronzo che potrà conservare per tutto l'anno e prima di riconsegnarlo, farà incidere su una lamina attaccata alla base, l'anno e il nome del gruppo vincitore. Il trofeo fu realizzato nel 1983 dallo scultore aquesiano Mario Vinci e rappresenta l'evento miracoloso: si tratta dell'albero di ciliegio fiorito, nella parte anteriore, al centro dell'albero, c'è la statua della madonna mentre in quella posteriore è rappresentato il castello con un contadino che fa cadere dalla torre il Barbarossa. La premiazione è prettamente simbolica ma riesce ugualmente a sostenere il carattere competitivo che nell'animo degli ideatori e dei realizzatori, competizione che negli anni si è accentuata rendendo viscerale l'appartenenza ad ogni gruppo.

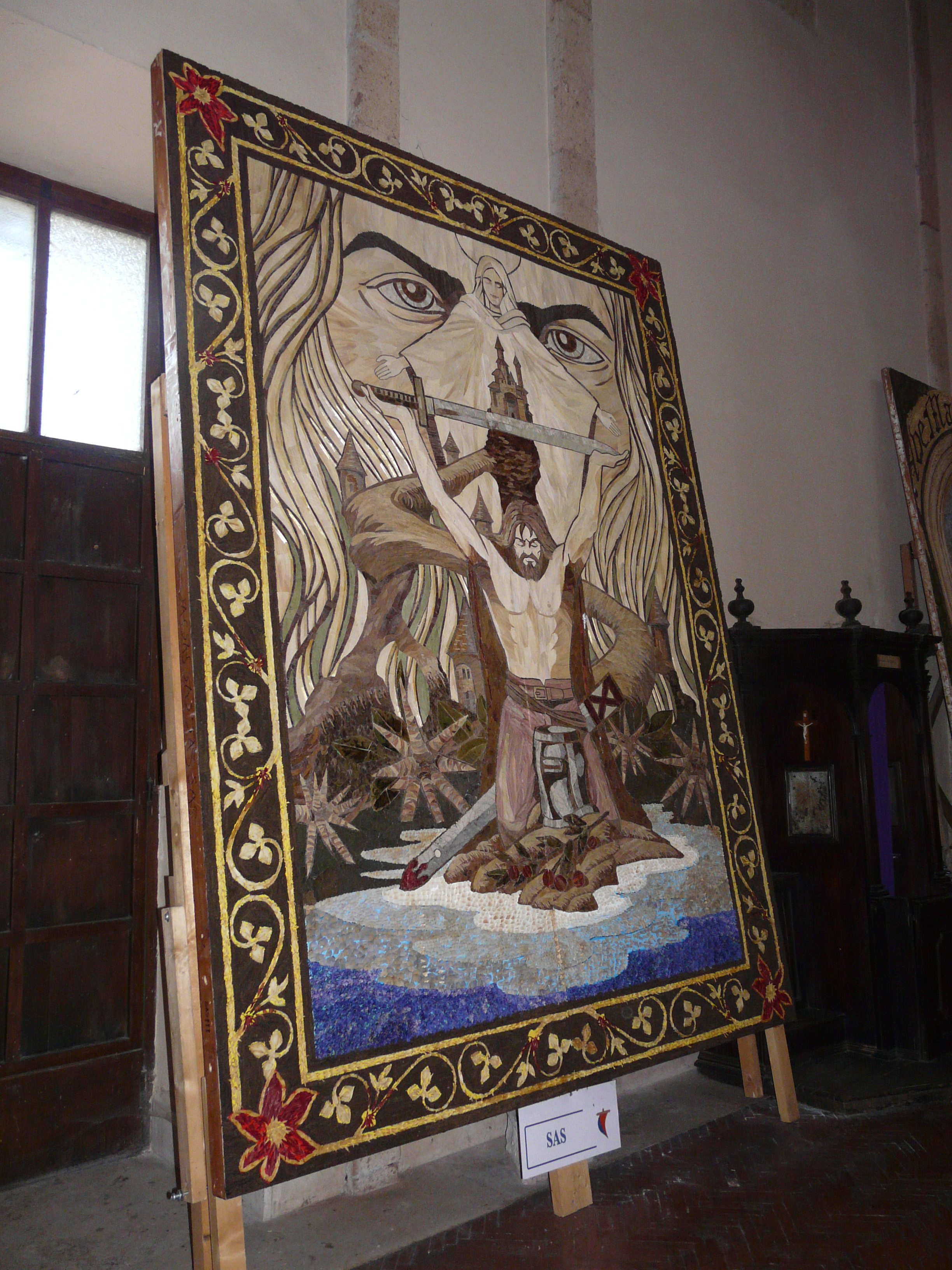
Uno dei 15 pugnaloni all'interno del Duomo dove rimane per tutto l'anno

## Il significato
Il significato etimologico della parola pugnalone è sconosciuta alla tradizione lessicografica italiana in cui "pugnale" e derivati, hanno solo il senso di arma bianca; è però verosimile che sia derivato dal latino pungere parallelo all'italiano pungolo (lunghi bastoni con una punta ferrata, che venivano usati per spingere i buoi a muoversi durante l'aratura). Infatti in una carta di Bagnoregio del 1373, troviamo "palella pungulonis" con il significato di manico del pungolo; inoltre nel "Liber censuum" del XIII secolo, si trova la parola "pungulone" per cui da pungulone a pugnalone, il passaggio è perfettamente possibile.
Comunque al di là della ricerca etimologica, si hanno delle testimonianze di ciò, dagli scritti degli storici del luogo. Infatti nel manoscritto "Liber rerum notabilium magnifica comunitatis Aquapendentis" del 1586 di Pietro Paolo Biondi, si parla di pungoli: bastoni appuntiti che servivano ai contadini per sospingere i buoi e che questi venivano portati in processione ornati di fiori dall'arte dei bifolchi. Altra testimonianza si trova nelle "memorie storiche di Acquapendente" di Nazzareno Costantini del 1814 in cui già si parla di "pugnaloni" e di premiazione per quelli più belli. Si ha quindi come data certa il 1814 ma il Costantini parla di una ripresa di questa tradizionale esposizione dopo venti anni d'interruzione, riferiti al periodo del governo francese, dunque i pugnaloni come tali, sono anteriori al 1794. Comunque sembra ci sia stata una graduale trasformazione dei pungoli. La tradizione vuole infatti che sia esistita una forma intermedia tra il pungolo è il pugnalone vero e proprio: cioè una sorta di grande paletta composta di fiori e toglie che rappresentava l'immagine della Madonna o del miracolo e che veniva portata a mano in processione per mezzo del manico di cui era fornita. Ci sono state altre interruzioni di questa tradizionale manifestazione durante la prima e seconda guerra mondiale.
A memoria d'uomo, si ricorda anche un'interruzione nel 1920 circa, il motivo non è certo ma si potrebbe ipotizzare che sia stata necessaria, in quanto in quegli anni imperversava l'epidemia della spagnola. Nel 1928 venne costruito un solo pugnalone più grande di quelli odierni con una cornice in legno lavorata a traforo con motivi floreali e con al centro l'immagine della Madonna composta con fiori e foglie.
Una trasformazione da sottolineare avvenuta durante il passare degli anni, riguarda il tema della rappresentazione iconografica. Prima degli anni '70 era molto più attinente al miracolo: i motivi ricorrenti erano infatti l'immagine della Madonna, il ciliegio fiorito, i contadini con i buoi, il castello del Barbarossa. Dagli anni settanta in poi i temi rappresentati, pur riallacciandosi nel loro significato intrinseco all'avvenimento del miracolo e alla liberazione dal Barbarossa, sono incentrati soprattutto su episodi di attualità che fanno riferimento alla libertà in senso lato, alla pace o ad episodi di attualità.

## I gruppi
I pugnaloni vengono realizzati da diversi gruppi storici (quindici dal 2007), ed ogni anno vi è una competizione che assegna un premio al migliore e comunque ai primi 6 classificati.
Fino agli anni settanta i pugnaloni erano realizzati da piccoli gruppi di cinque-sette elementi, prevalentemente di familiari, e prendevano il nome del bozzettista o di uno dei realizzatori. Oggi i gruppi sono molto più numerosi, dai 20 ai 200 partecipanti per gruppo e le opere prendono il nome del gruppo che le realizza.
Nel 2010 sono state modificate le denominazioni di alcuni gruppi: al nome storico vi è affiancata una via o località celebre di Acquapendente. Mentre dal 2011 è stato scelto di adottare direttamente il nome della zona del paese eliminando definitivamente il nome originario del gruppo.
Vengono citati qui di seguito i gruppi attivi e i più rappresentativi del passato.

### Attivi
- Acquaviva

Nato nel 1987 da un gruppo separatosi dalla Nuova Equipe Madonna dei Crogneti, si classifica 4º nella sua prima apparizione. Vince l'anno successivo e si caratterizzerà per l'alta qualità dei propri Pugnaloni. Nel 1989 l'Acquaviva viene squalificata, assieme al Gruppo Prima Equipe, per aver copiato il Pugnalone da una nota rivista di fumetti. La seconda vittoria del gruppo è datata 1996 (bozzetto di Moreno Arcangeli), mentre l'ultimo piazzamento, un quarto posto, è del 2008 (bozzetto di Tiziana Lombardelli).

Lo stemma è partito di bianco e arancio con la figura centrale di una cascata.
| Oro | Argento | Bronzo | 4° | 5° | 6° |
| --- | ------- | ------ | -- | -- | -- |
| 2   | 1       | 1      | 2  | 1  | 2  |

- Barbarossa

Nasce nel 1993 da una scissione del Gruppo 6+6; il nome deriva dall'omonima torre situata nella Pineta che sovrasta il centro storico.
Agli inizi, il Barbarossa ha ottenuto buoni risultati: 2° nel 1993, 5° nel 1994 e 4° nel 1995.
Dopo il successo del 2000 con bozzetto di Marcello Morleschi, il gruppo ha dovuto attendere ben 12 anni per tornare in classifica. Infatti fu solo nel 2012, con l'arrivo della nuova bozzettista Elisabetta Grassini che il gruppo poté riaffacciarsi dalla finestra del comune con la coppa del 4º posto, per poi confermarsi l'anno successivo, arrivando quinto. Nel 2024 con il bozzetto di Walter Tagliaferri, il gruppo conquista la seconda stella.

Lo stemma è partito di viola e giallo, caricato di un'aquila nera.
| Oro | Argento | Bronzo | 4° | 5° | 6° |
| --- | ------- | ------ | -- | -- | -- |
| 2   | 1       | 1      | 2  | 2  | 0  |

- Corniolo (S.A.S.)

Il gruppo "Studenti A Spasso", viene fondato fra i banchi di scuola nel 1972. La particolarita dei primi Pugnaloni della SAS fu l'uscire fuori dai canoni dell'epoca, reinterpretando il tema del miracolo della Madonna del Fiore. Ciò dette luogo a Pugnaloni magari di difficile comprensibilità, ma sicuramente molto originali. La prima vittoria del Gruppo risale al 1975 con un bozzetto di Giulio Sugaroni. Al gruppo SAS sono susseguiti diversi bozzettisti, fra cui spicca il sig. Giuseppe Copponi che con il suo stile fumettistico e d'impatto ha riportato il Gruppo SAS alla vittoria nel 1997, nel 2010 e nel 2011.

Lo stemma è partito di blu e rosso, caricato di un'aquila nera armata e coronata d'oro.
| Oro | Argento | Bronzo | 4° | 5° | 6° |
| --- | ------- | ------ | -- | -- | -- |
| 4   | 3       | 4      | 4  | 4  | 5  |

- Corte Vecchia (Selecao)

Nasce ufficialmente nel 1998 da una scissione dei gruppi Comb e Acquaviva anche se la fondazione vera e propria avviene presso il giardinetto delle Rose nel luglio del 1997 con il nome provvisorio di: Gruppo 2000.
Dall'anno di fondazione al 2008 il Gruppo è arrivato sempre sul podio, ad eccezione del 1999 quando non si classificò. I bozzetti di Veronica Regoli, legata al gruppo dalla fondazione, li hanno portati alla vittoria per ben 4 volte: nel 2001, 2004, 2007 e 2016 (anno dell'850º anniversario della Festa).

Lo stemma partito di rosso e argento, all'interno, circolarmente per la metà è un fiore e per l'altra metà i monumenti della cittadina. All'interno ancora un altro fiore bianco.
| Oro | Argento | Bronzo | 4° | 5° | 6° |
| --- | ------- | ------ | -- | -- | -- |
| 4   | 7       | 2      | 1  | 0  | 1  |

- Costa San Pietro

Nato nel 1998 da una scissione del Gruppo Comb, il nome deriva dall'omonimo quartiere del centro storico. Nel 1999, esattamente una settimana prima del concorso, il Pugnalone della Costa venne squalificato per "estrema rassomiglianza" ad un disegno pubblicato in un noto calendario. Nonostante la squalifica, fu concesso al gruppo di portare il proprio Pugnalone in sfilata, purché fuori concorso. Tale Pugnalone però non varcò mai la porta del laboratorio in quanto fu smantellato dagli stessi componenti del gruppo.
Negli anni a seguire si è classificato 7 volte, con un sesto posto nel 2004, un terzo posto nel 2009, due quarti nel 2014 e 2022 e tre quinti posti, nel 2011, 2017 e 2018.

Lo stemma è contrapalato di 4 pezzi di nero e verde con l'immagine di due leoni e due chiavi dorate.
| Oro | Argento | Bronzo | 4° | 5° | 6° |
| --- | ------- | ------ | -- | -- | -- |
| 0   | 0       | 1      | 2  | 3  | 1  |

- Porta della Ripa (Centro)

È il gruppo attivo più antico, risalente al 1963. La denominazione varierà diverse volte, dapprima "Centro di lettura" poi "CSEP" (Centro Sociale di Educazione Permanente) e dal 1979 Centro.
Emblematico il Pugnalone del CSEP del 1970 realizzato dalla coppia Chiovelli-Pioli nel quale venne rappresentata una Madonnina hippy bionda coi capelli lunghissimi proprio in piena epoca Woodstock e "figli dei fiori". L'anno successivo, l'arrivo di Domenico Creti portò il CSEP alla vittoria. Con lui iniziò un nuovo periodo di competizione con il Gruppo Prima Equipe, che dura tutt'oggi.
Vinse poi nel 1986 e 1989 con i bozzetti innovativi di Paolo Rossi. Dal 2007 il bozzettista è stato Fabrizio Nardini, col quale sono arrivati 7 podi, di cui 3 terzi posti, 2 secondi posti e 2 primi posti, nel 2012, (dopo ben 23 anni di attesa) e nel 2014. Dopo 10 anni di magri risultati il gruppo torna sul podio (terzo) grazie al nuovo bozzettista Flavio Boggi. È lo stesso Boggi, l'anno seguente (2025), a riportarli alla vittoria per la settima volta, record condiviso con la Prima Equipe Torre San Marco.

Lo stemma è giallo bordato di nero, caricato di un drago nero.
| Oro | Argento | Bronzo | 4° | 5° | 6° |
| --- | ------- | ------ | -- | -- | -- |
| 7   | 9       | 4      | 7  | 4  | 3  |

- Porta Romana (COMB)

Il gruppo Comb, acronimo di Club Of Many Boys, nasce nell'estate del 1975 da un gruppo di amici che si ritrovano a giocare a pallone insieme. Partecipa alla manifestazione dal 1976. Nella prima metà degli anni ottanta, il gruppo Comb era considerato il vivaio degli altri pugnaloni. Tutti i ragazzi dell'epoca facevano le loro "prime esperienze pugnalonare" passando per il gruppo Comb.
Hanno vinto nel 1978 (Domenico Creti), 1984, 1998, 2005, 2009 e 2015 (Rita Pepparulli). Quest'ultimo successo, avvenuto nell'anno del loro quarantesimo, permette al gruppo di eguagliare l'allora record di 6 vittorie, in compagnia di Nuova Equipe (gruppo estinto), Prima Equipe Torre San Marco e Centro. L'ultimo piazzamento è del 2016 (quinti).

Lo stemma è partito di verde e rosso, caricato di un toro giallo.
| Oro | Argento | Bronzo | 4° | 5° | 6° |
| --- | ------- | ------ | -- | -- | -- |
| 6   | 3       | 6      | 4  | 3  | 6  |

- Rugarella

Il Gruppo Ribelli Aquesiani viene fondato nel 1990. Il nome "Rugarella" proviene dall'omonima via situata nel centro storico di Acquapendente. La scelta di tale nome si deve alla "fantasia" di alcuni membri del gruppo dell'epoca che trovandosi davanti alla sede della Pro-Loco (situata appunto in Via Rugarella) e non avendo ancora ideato una denominazione, scelse di chiamare il Gruppo con lo stesso nome della via in questione.
È più volte apparso in classifica, ottenendo 2 secondi posti nel 1994 e nel 2012, ma la gioia più grande arriva nel 2018, quando il gruppo conquista per la prima volta il primo posto, grazie all'opera del bozzettista Luca Lombardelli.

Lo stemma è partito di nero e viola, caricato di uno stemma dorato con leone nero e due rami di alloro dorati posto in ghirlanda.
| Oro | Argento | Bronzo | 4° | 5° | 6° |
| --- | ------- | ------ | -- | -- | -- |
| 1   | 2       | 2      | 1  | 5  | 2  |

- Sant'Anna (G.S.A.)

Il Gruppo Sant'Anna nasce nel 1994 dalle ceneri dal gruppo degli Yuppies e da alcuni componenti del Gruppo Acquaviva. Ha ottenuto 10 piazzamenti in classifica, conquistando il primo posto nel 2017 dopo 23 anni dalla fondazione del gruppo. I 7 piazzamenti a podio sono stati tutti ottenuti coi bozzetti dei fratelli Roberto e Riccardo Pulvano mentre nel 2004 si è classificato al quinto posto con un bozzetto del noto artista internazionale Thomas Lange.

Lo stemma è circolare nero bordato di bianco, con ghirlande floreali disposte in modo circolare su uno scudo esagonale che contiene un sole nero.
| Oro | Argento | Bronzo | 4° | 5° | 6° |
| --- | ------- | ------ | -- | -- | -- |
| 1   | 4       | 2      | 0  | 2  | 2  |

- Santo Sepolcro (6+6)

Fondato da dodici ragazzi nel 1972, ha partecipato per la prima volta l'anno successivo. Classificatisi secondi nel 1975, furono tra i pochi a partecipare, nel 1981, con due opere: quella "ufficiale" con il bozzetto di Giulio Mariani e "6+6 Golini" con bozzetto di Sergio Golini. Entrambi non si classificarono.
Il gruppo, in passato povero di successi, è noto soprattutto per gli scherzi organizzati durante i festeggiamenti. La prima vittoria è stata nel 1992, raddoppiata l'anno successivo e seguita da altre due nel 1995 e nel 2003. Tutti i pugnaloni vincenti del 6+6 sono stati disegnati da Marcello Rossi. Negli ultimi anni, l'avvento del giovane bozzettista Riccardo Cesaretti, ha portato in casa bordeaux-bianco ben 5 trofei.

Lo stemma è partito di bordeaux e bianco con due cavalli contrapposti, uno con manto bianco e chioma bordeaux, l'altro con manto bordeaux e chioma bianca. Al centro compaiono due 6 contrapposti, sul fondo due rami incrociati.
| Oro | Argento | Bronzo | 4° | 5° | 6° |
| --- | ------- | ------ | -- | -- | -- |
| 4   | 3       | 5      | 3  | 5  | 3  |

- Torre G. de Jacopo (Nuova Torre)

Nato nel 1985 da alcuni giovani componenti del Gruppo Torre Julia de Jacopo. Nei primi anni di partecipazione non ha mai comprato l'attrezzatura necessaria alla realizzazione delle tavole. Le forbici ed i taglierini venivano "presi in prestito", tramite varie scorribande, presso altri gruppi. Ovviamente non veniva restituito niente.
Ha rischiato la chiusura nel 2005, scongiurata con l'acquisizione di nuovi giovani che hanno ripreso l'attività l'anno successivo. Pur non avendo mai conquistato il posto più alto della classifica, la Nuova Torre si è piazzata due volte 2°, cinque volte 4° (tra cui la doppietta 2015-2016 targata Silvia Marignoli, dopo ben 12 anni di assenza dalla classifica), una volta 5° e quattro volte 6°.

Lo stemma è circolare, partito di bianco e rosso. Su una metà vi è mezzo fiore rosso, mentre sull'altra mezza torre bianca.
| Oro | Argento | Bronzo | 4° | 5° | 6° |
| --- | ------- | ------ | -- | -- | -- |
| 0   | 2       | 0      | 5  | 1  | 4  |

- Torre San Marco (Prima Equipe T.S.M.)

Il Gruppo nasce nel 1966 anche se negli anni sessanta i Pugnaloni portavano gli stessi nomi dei bozzettisti (coloro che realizzano/disegnano prima su carta e poi su tavola a dimensioni reali). Il Primo Pugnalone fu realizzato da Marziali, Ragni, Lucarelli e Mazzuoli ma per il primo Pugnalone col nome "Prima Equipe" dovremo attendere fino al 1970, anno che cominciano ad apparire i Gruppi come li intendiamo oggi.
Tra il '60 ed il '70 la Prima Equipe vincerà 3 volte in ex aequo. Nel 1981 e 1982 verranno realizzati 2 Pugnaloni firmati "Prima Equipe". Dal 1983 la denominazione del Gruppo resterà "Prima Equipe Torre San Marco" e come bozzettista verrà lasciato il compito al giovane Vittore Arcangeli, che rimarrà alla direzione artistica per ben 25 anni (fino al 2007). Nel 1989 fu invece squalificato assieme al gruppo Acquaviva per aver copiato l'opera da un fumetto.
Ha vinto nel 1968, 1969 e 1972 (tutti ex aequo, come detto), nel 1990, nel 1999 (con Vittore), nel 2013 e nel 2023 (entrambi i bozzetti di Dorella Colonnelli).

Lo stemma è circolare blu con una torre stilizzata bianca.
| Oro | Argento | Bronzo | 4° | 5° | 6° |
| --- | ------- | ------ | -- | -- | -- |
| 7   | 9       | 5      | 8  | 2  | 8  |

- Via del Carmine (G.N.S.)

Il "Gruppo Nuove Scoperte" si forma spontaneamente nel 1986. I fondatori del G.N.S. tutti giovanissimi (età media quindici anni) dovranno però scontrarsi con la sorte avversa, complice anche i bozzetti decisamente fuori dal comune. Il nuovo ciclo si apre quando il pittore Giulio Bartolomei diventa il loro bozzettista. Questo portò a numerosi piazzamenti in classifica, tra cui un primo posto nel 2006. Dopo un 6º posto nel 2010, riescono ad evitare lo scioglimento del gruppo e nel 2014 tornano in classifica (quinti) ed esattamente 10 anni dopo tornano a vincere la coppa nella medesima posizione con un bozzetto della coppia Scotton-Zazzera.

Lo stemma è verde con quattro mezze fasce dorate sulla sinistra, sulla destra un leone dorato contornato da 3 gigli dorati in alto e 3 in basso.
| Oro | Argento | Bronzo | 4° | 5° | 6° |
| --- | ------- | ------ | -- | -- | -- |
| 1   | 1       | 3      | 2  | 3  | 2  |

- Prima Equipe Via del Fiore (Prima Equipe V.d.F.)

Creato, dopo alcuni anni di gavetta nei mini-pugnaloni, nel 1993 dal figlio del fondatore della Prima Equipe Torre San Marco, è uno dei gruppi più numerosi. In 14 anni di Pugnaloni il Gruppo non ha mai ottenuto piazzamenti fra i primi 3 posti, ma proprio al festeggiamento dei 15 anni dalla fondazione (2008) vince per la prima volta nella sua storia. La Prima Equipe VDF ha sempre avuto ufficialmente un solo bozzettista che è anche tra i fondatori dello stesso: Paolo Marziali. I suoi 30 lavori lo rendono il bozzettista più longevo con lo stesso gruppo.
Dal 2006 al 2017 il gruppo si è classificato ininterrottamente nelle prime 6 posizioni, con quattro podi: primi nel 2008, secondi nel 2013 e 2 volte terzi (2012 e 2014). Un record, in quanto nessuno si mai è classificato per 12 anni di seguito. Dopo una "pausa" nel 2018 dove non riescono ad entrare in classifica, nel 2019 tornano prepotentemente conquistando il secondo trofeo e conquistano il terzo nell'edizione successiva del 2022 dopo la pausa forzata di due anni dovuta alla pandemia.

Lo stemma è bianco bordato di blu e giallo; al centro una figura di un drago blu rivoltato contornato da rami incrociati.
| Oro | Argento | Bronzo | 4° | 5° | 6° |
| --- | ------- | ------ | -- | -- | -- |
| 3   | 1       | 3      | 5  | 5  | 5  |

- Via Francigena (Blu Cobalto)

Fondato nel 1998 da alcuni elementi facenti parte del dissolto gruppo Yuppies poi confluiti nel GSA. La leggenda narra che il nome di tale gruppo derivi da un'etichetta di un cappellino di colore Blu cobalto, altre voci invece raccontano di uno stendardo Blu cobalto dal quale è poi stato tratto il nome. La dicitura "Via Francigena" fu aggiunta d'ufficio dalla Pro Loco di allora, ritenendo poco "in tema" un nome composto da solo un colore.
Il gruppo può vantare un record "particolare", anche se a volte poco meritato: in tutte le sue partecipazioni non era mai entrato nella classifica dei primi 6, fino al 2024 quando finalmente con un bozzetto di Tiziana Lombardelli si piazza al 4º posto, accolto dagli applausi e dalla commozione di tutto il paese. L'anno dopo si riconfermano in classifica con uno storico 2° posto, accompagnato dal premio della Giuria Popolare.

Lo stemma è blu caricato di una rosa dei venti bianca con le iniziali GBC ed una rosa blu con foglie grigie.
| Oro | Argento | Bronzo | 4° | 5° | 6° |
| --- | ------- | ------ | -- | -- | -- |
| 0   | 1       | 0      | 1  | 0  | 0  |

### Estinti
- Anonima Aquesiana

Partecipò nel 1972 e dal 1976 al 1979, classificandosi solo nel 1976.
- CSEP di Torre Alfina

Organizzato dal Centro Sociale di Educazione Permanente della frazione di Torre Alfina, partecipò dal 1970 al 1978, imponendosi nel 1977.
- DNA

Nacque nel 1976 per contrastare il Gruppo 6+6. Attivo sino al 1983, ha ottenuto un solo successo, nel 1979. Confluì nel GAA.
- ENAL

Facente capo al locale Ente nazionale assistenza lavoratori, formato da elementi veterani, ha partecipato dal 1969 al 1972, vincendo in due occasioni.
- GAA

Gruppo molto goliardico che s'impose nel 1991. Si sciolse nel 1999.
- Mirabelli

Partecipò solo alle edizioni 1970 e 1971. Era organizzato da una professoressa di disegno della locale scuola media. Ottenne un terzo e un secondo posto.
- Nuova Equipe Madonna dei Crogneti

Fondato nel 1976 e non più attivo dal 1992, vanta sei vittorie di cui quattro consecutive.
- SOS

Partecipò dal 1973 al 1978 vincendo nel 1974 e nel 1976.
- Torre Julia de Jacopo

Gruppo dal carattere fortemente anticonformista fondato nel 1983. Vinse due volte, nel 1994 e nel 2002. Si sciolse nel 2003.
- Trevinano

Partecipò nel 1970, 1971, 1972 e nel 1974, ottenne un primo posto ex aequo nell'ultima partecipazione.
- Yuppies

Gruppo in attività tra il 1986 e il 1993. Molti componenti confluirono nel GSA.
Gruppo 10, Gruppo 78, Quintaluna, TNT, Gruppo Aquesio, The People, La Nuova Società, NCD, Antica Torre, NGA, Nuovo Gruppo, Gruppo Periferia e TG1.

## Classifiche e Piazzamenti

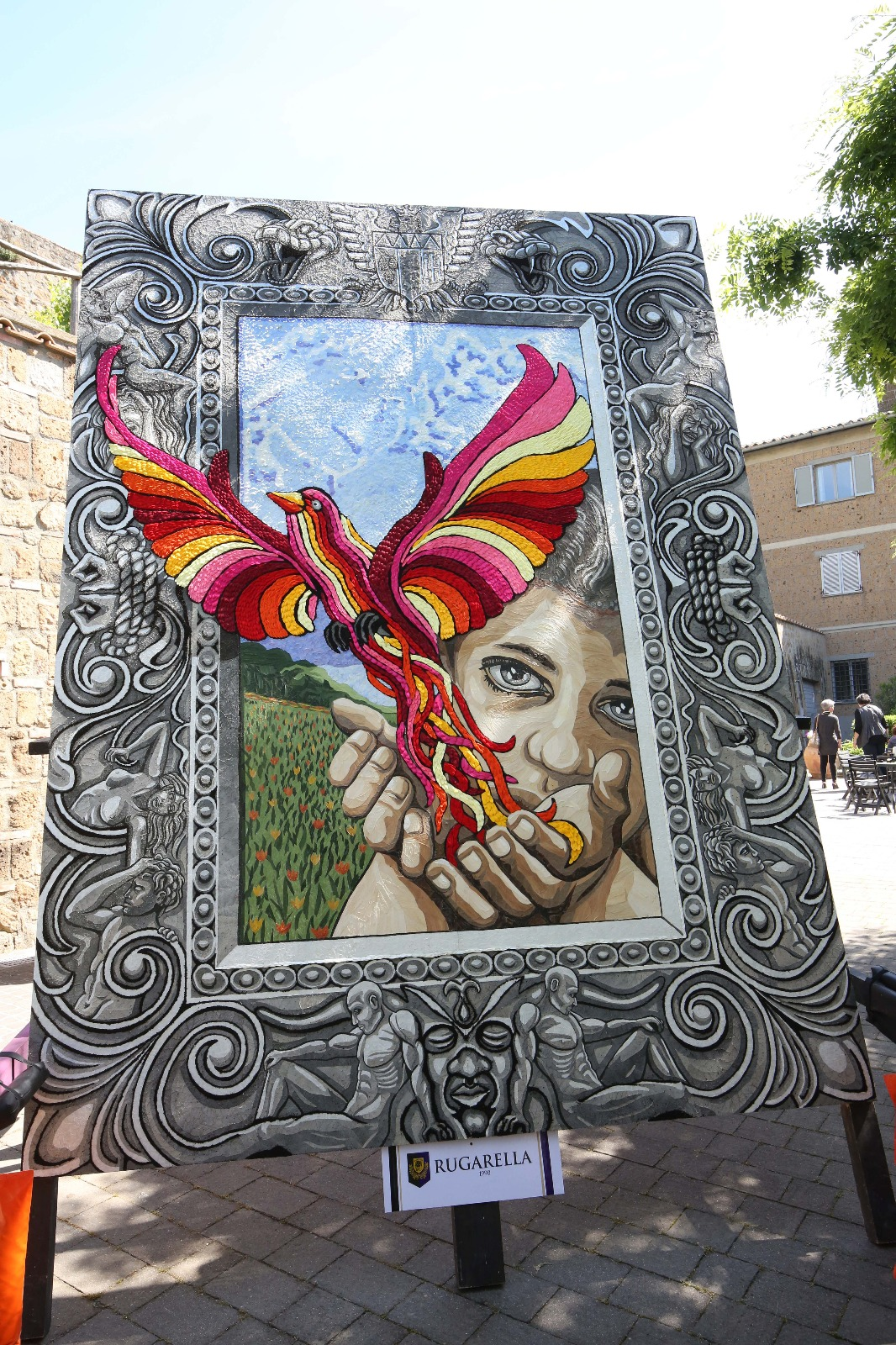
Il Pugnalone vincente nel 2018

### Albo D'Oro
Di seguito una lista di tutti i gruppi vincitori di cui si ha notizia.
| Anno | Vincitore | Bozzetto di                                                                                    |
| 1894 | Dionisio Bigerna | Dionisio Bigerna                                                                               |
| 1924 | V. Muzii | V. Muzii                                                                                       |
| 1927 | f.lli Consoli | f.lli Consoli                                                                                  |
| 1957 | Domenico Creti, Ennio Luzzi, Antonio Moschino                                                                                                 | D. Creti, E. Luzzi, A. Moschino                                                                |
| 1958 | Domenico Creti, Ennio Luzzi ex aequo Antonio Colonelli, Claudio Chierici, Mario Vinci                                                         | D. Creti, E. Luzzi, A. Colonelli, C. Chierici, M. Vinci                                        |
| 1959 | Cesare Del Francia | C. Del Francia                                                                                 |
| 1960 | Cesare Bertuzzi | C. Bertuzzi                                                                                    |
| 1961 | Cesare Bertuzzi | C. Bertuzzi                                                                                    |
| 1962 | Sergio Polacco | S. Polacco                                                                                     |
| 1963 | Roberto e Glauco Sugaroni, Delfino Corteccioni                                                                                                | R.e G. Sugaroni, D. Corteccioni                                                                |
| 1964 | Antonio Moschino | A. Moschino                                                                                    |
| 1965 | Antonio Moschino | A. Moschino                                                                                    |
| 1966 | Giulio Sugaroni | G. Sugaroni                                                                                    |
| 1967 | Carlo e Corrado Consoli | C. e C. Consoli                                                                                |
| 1968 | Roberto Sugaroni, Emidio Romanini ex aequo Pietro e Mariano Marziali, Giuseppe Ragni, Massimo Menchinelli, Giancarlo Mazzuoli, Felice Pifferi | R. Sugaroni, E. Romanini. P. e M. Marziali, G. Ragni, M. Menchinelli, G. Mazzuoli, F. Pifferi. |
| 1969 | Pietro e Mariano Marziali, Giuseppe Ragni, Massimo Menchinelli, Giancarlo Mazzuoli, Felice Pifferi                                            | P. e M. Marziali, G. Ragni, M. Menchinelli, G. Mazzuoli, F. Pifferi.                           |
| 1970 | Circolo Culturale ENAL "Ragni - Regoli" | M. Pappagallo                                                                                  |
| 1971 | C.S.E.P. | N.Pioli, R.Chiovelli e D.Creti                                                                 |
| 1972 | Circolo Culturale ENAL "Ragni - Regoli" ex aequo Prima Equipe                                                                                 | R. Sugaroni P. Marziali, R. Neri, F. Pifferi, G. Mazzuoli                                      |
| 1973 | C.S.E.P. | D.Creti                                                                                        |
| 1974 | SOS ex aequo Trevinano | R. Sugaroni M. Pappagallo, A. Mazzuoli e M.Crisanti                                            |
| 1975 | S.A.S. | Giulio Sugaroni                                                                                |
| 1976 | SOS | Marcello Rossi, Roberto Sugaroni                                                               |
| 1977 | C.S.E.P. Torre Alfina | Rita Pepparulli                                                                                |
| 1978 | COMB | Domenico Creti                                                                                 |
| 1979 | DNA | Gianpaolo Zucca                                                                                |
| 1980 | Nuova Equipe | Mariano Marziali ed Ennio Luzzi                                                                |
| 1981 | Nuova Equipe | Mariano Marziali ed Ennio Luzzi                                                                |
| 1982 | Nuova Equipe | Mariano Marziali ed Ennio Luzzi                                                                |
| 1983 | Nuova Equipe | Mariano Marziali ed Ennio Luzzi                                                                |
| 1984 | COMB | Rita Pepparulli                                                                                |
| 1985 | Nuova Equipe | Mariano Marziali ed Ennio Luzzi                                                                |
| 1986 | Centro | Paolo Rossi                                                                                    |
| 1987 | Nuova Equipe | Mariano Marziali ed Ennio Luzzi                                                                |
| 1988 | Acquaviva | Moreno Arcangeli                                                                               |
| 1989 | Centro | Paolo Rossi                                                                                    |
| 1990 | Prima Equipe | Vittore Arcangeli e Daniele Squarcia                                                           |
| 1991 | G.A.A. | Enzo Righi                                                                                     |
| 1992 | 6+6 | Marcello Rossi                                                                                 |
| 1993 | 6+6 | Marcello Rossi                                                                                 |
| 1994 | Torre Julia de Jacopo / Quintaluna | Angelo Vitali                                                                                  |
| 1995 | 6+6 | Marcello Rossi                                                                                 |
| 1996 | Acquaviva | Moreno Arcangeli e Ennio Luzzi                                                                 |
| 1997 | S.A.S. | Giuseppe Copponi                                                                               |
| 1998 | COMB | Rita Pepparulli                                                                                |
| 1999 | Prima Equipe - Torre S. Marco | Vittore Arcangeli e Daniele Squarcia                                                           |
| 2000 | Barbarossa | Marcello Morleschi                                                                             |
| 2001 | Selecao | Veronica Regoli                                                                                |
| 2002 | Torre Julia de Jacopo | Roberto Mencarelli                                                                             |
| 2003 | 6+6 | Marcello Rossi                                                                                 |
| 2004 | Selecao | Veronica Regoli                                                                                |
| 2005 | COMB | Rita Pepparulli                                                                                |
| 2006 | GNS | Giulio Bartolomei                                                                              |
| 2007 | Selecao | Veronica Regoli                                                                                |
| 2008 | Prima Equipe Via del Fiore | Paolo Marziali                                                                                 |
| 2009 | COMB | Rita Pepparulli                                                                                |
| 2010 | SAS (Corniolo) | Giuseppe Copponi                                                                               |
| 2011 | SAS (Corniolo) | Giuseppe Copponi - Siv Schonberg                                                               |
| 2012 | Porta della Ripa (Centro) | Fabrizio Nardini                                                                               |
| 2013 | Torre San Marco (Prima Equipe) | Dorella Colonnelli                                                                             |
| 2014 | Porta della Ripa (Centro) | Fabrizio Nardini                                                                               |
| 2015 | Porta Romana (COMB) | Rita Pepparulli                                                                                |
| 2016 | Corte Vecchia (Selecao) | Veronica Regoli                                                                                |
| 2017 | Sant'Anna (GSA) | Roberto e Riccardo Pulvano                                                                     |
| 2018 | Rugarella | Luca Lombardelli                                                                               |
| 2019 | Via del Fiore (Prima Equipe) | Paolo Marziali                                                                                 |
| 2022 | Via del Fiore (Prima Equipe) | Paolo Marziali                                                                                 |
| 2023 | Torre San Marco (Prima Equipe) | Dorella Colonnelli                                                                             |
| 2024 | Barbarossa | Walter Tagliaferri                                                                             |
| 2025 | Porta della Ripa (Centro) | Flavio Boggi                                                                                   |

### Vittorie per Gruppo
Classifica stilata dal 1968
| Gruppi                        | Vittorie | Anni                                     |
| Torre S. Marco (Prima Equipe) | 7        | 1968, 1969, 1972, 1990, 1999, 2013, 2023 |
| Porta della Ripa (Centro)     | 7        | 1971, 1973, 1986, 1989, 2012, 2014, 2025 |
| Nuova Equipe                  | 6        | 1980, 1981, 1982, 1983, 1985, 1987       |
| Porta Romana (C.O.M.B.)       | 6        | 1978, 1984, 1998, 2005, 2009, 2015       |
| Corniolo (S.A.S.)             | 4        | 1975, 1997, 2010, 2011                   |
| Santo Sepolcro (6+6)          | 4        | 1992, 1993, 1995, 2003                   |
| Corte Vecchia (Selecao)       | 4        | 2001, 2004, 2007, 2016                   |
| Via del Fiore (Prima Equipe)  | 3        | 2008, 2019, 2022                         |
| ENAL                          | 2        | 1970, 1972                               |
| SOS                           | 2        | 1974, 1976                               |
| Acquaviva                     | 2        | 1988, 1996                               |
| Torre Julia de Jacopo         | 2        | 1994, 2002                               |
| Barbarossa                    | 2        | 2000, 2024                               |
| Trevinano                     | 1        | 1974                                     |
| CSEP Torre Alfina             | 1        | 1977                                     |
| DNA                           | 1        | 1979                                     |
| GAA                           | 1        | 1991                                     |
| Via del Carmine (G.N.S)       | 1        | 2006                                     |
| Sant'Anna (G.S.A.)            | 1        | 2017                                     |
| Rugarella                     | 1        | 2018                                     |

### Piazzamenti negli anni
Tabella stilata calcolando a partire dal 1970. In corsivo i gruppi ad oggi sciolti, sottolineati i gruppi ancora attivi.

#### 1970-1989
|                                  | 70               | 71               | 72               | 73                 | 74                 | 75                 | 76                 | 77                 | 78                 | 79                 | 80                 | 81                 | 82                 | 83                 | 84                 | 85                 | 86                 | 87                 | 88                 | 89                 |
| -------------------------------- | ---------------- | ---------------- | ---------------- | ------------------ | ------------------ | ------------------ | ------------------ | ------------------ | ------------------ | ------------------ | ------------------ | ------------------ | ------------------ | ------------------ | ------------------ | ------------------ | ------------------ | ------------------ | ------------------ | ------------------ |
| Acquaviva                        | Non partecipante | Non partecipante | Non partecipante | Non partecipante   | Non partecipante   | Non partecipante   | Non partecipante   | Non partecipante   | Non partecipante   | Non partecipante   | Non partecipante   | Non partecipante   | Non partecipante   | Non partecipante   | Non partecipante   | Non partecipante   | Non partecipante   | 4                  | 1                  | SQ.                |
| Anonima Aquesiana                | N.P.             | N.P.             | NC               | Non partecipante   | Non partecipante   | Non partecipante   | 3                  | NC                 | NC                 | NC                 | X - Gruppo Sciolto | X - Gruppo Sciolto | X - Gruppo Sciolto | X - Gruppo Sciolto | X - Gruppo Sciolto | X - Gruppo Sciolto | X - Gruppo Sciolto | X - Gruppo Sciolto | X - Gruppo Sciolto | X - Gruppo Sciolto |
| Antica Torre                     | Non partecipante | Non partecipante | Non partecipante | Non partecipante   | Non partecipante   | Non partecipante   | Non partecipante   | Non partecipante   | Non partecipante   | Non partecipante   | Non partecipante   | Non partecipante   | 4                  | NC                 | X - Gruppo Sciolto | X - Gruppo Sciolto | X - Gruppo Sciolto | X - Gruppo Sciolto | X - Gruppo Sciolto | X - Gruppo Sciolto |
| Corniolo (SAS)                   | N.P.             | N.P.             | NC               | NC                 | NC                 | 1                  | NC                 | NC                 | 6                  | NC                 | 2                  | NC                 | NC                 | 3                  | 5                  | 6                  | NC                 | 6                  | NC                 | NC                 |
| DNA                              | Non partecipante | Non partecipante | Non partecipante | Non partecipante   | Non partecipante   | Non partecipante   | NC                 | 5                  | 5                  | 1                  | NC                 | 3                  | NC                 | NC                 | X - Gruppo Sciolto | X - Gruppo Sciolto | X - Gruppo Sciolto | X - Gruppo Sciolto | X - Gruppo Sciolto | X - Gruppo Sciolto |
| ENAL                             | 1                | NC               | 1                | X - Gruppo Sciolto | X - Gruppo Sciolto | X - Gruppo Sciolto | X - Gruppo Sciolto | X - Gruppo Sciolto | X - Gruppo Sciolto | X - Gruppo Sciolto | X - Gruppo Sciolto | X - Gruppo Sciolto | X - Gruppo Sciolto | X - Gruppo Sciolto | X - Gruppo Sciolto | X - Gruppo Sciolto | X - Gruppo Sciolto | X - Gruppo Sciolto | X - Gruppo Sciolto | X - Gruppo Sciolto |
| GAA                              | Non partecipante | Non partecipante | Non partecipante | Non partecipante   | Non partecipante   | Non partecipante   | Non partecipante   | Non partecipante   | Non partecipante   | Non partecipante   | Non partecipante   | Non partecipante   | Non partecipante   | Non partecipante   | Non partecipante   | NC                 | NC                 | NC                 | NC                 | NC                 |
| Gruppo 10                        | Non partecipante | Non partecipante | Non partecipante | Non partecipante   | Non partecipante   | 3                  | NC                 | 3                  | 3                  | 6                  | 6                  | NC                 | NC                 | X - Gruppo Sciolto | X - Gruppo Sciolto | X - Gruppo Sciolto | X - Gruppo Sciolto | X - Gruppo Sciolto | X - Gruppo Sciolto | X - Gruppo Sciolto |
| Gruppo 78                        | Non partecipante | Non partecipante | Non partecipante | Non partecipante   | Non partecipante   | Non partecipante   | Non partecipante   | Non partecipante   | NC                 | 2                  | NC                 | N. P.              | N. P.              | NC                 | NC                 | NC                 | X - Gruppo Sciolto | X - Gruppo Sciolto | X - Gruppo Sciolto | X - Gruppo Sciolto |
| Gruppo Aquesio                   | N.P.             | N.P.             | 2                | N.P.               | N.P.               | NC                 | X - Gruppo Sciolto | X - Gruppo Sciolto | X - Gruppo Sciolto | X - Gruppo Sciolto | X - Gruppo Sciolto | X - Gruppo Sciolto | X - Gruppo Sciolto | X - Gruppo Sciolto | X - Gruppo Sciolto | X - Gruppo Sciolto | X - Gruppo Sciolto | X - Gruppo Sciolto | X - Gruppo Sciolto | X - Gruppo Sciolto |
| Gruppo Periferia                 | Non partecipante | Non partecipante | Non partecipante | Non partecipante   | Non partecipante   | Non partecipante   | Non partecipante   | Non partecipante   | Non partecipante   | Non partecipante   | NC                 | X - Gruppo Sciolto | X - Gruppo Sciolto | X - Gruppo Sciolto | X - Gruppo Sciolto | X - Gruppo Sciolto | X - Gruppo Sciolto | X - Gruppo Sciolto | X - Gruppo Sciolto | X - Gruppo Sciolto |
| La Nuova Società                 | Non partecipante | Non partecipante | Non partecipante | NC                 | NC                 | NC                 | X - Gruppo Sciolto | X - Gruppo Sciolto | X - Gruppo Sciolto | X - Gruppo Sciolto | X - Gruppo Sciolto | X - Gruppo Sciolto | X - Gruppo Sciolto | X - Gruppo Sciolto | X - Gruppo Sciolto | X - Gruppo Sciolto | X - Gruppo Sciolto | X - Gruppo Sciolto | X - Gruppo Sciolto | X - Gruppo Sciolto |
| NCD                              | N.P.             | 4                | Non partecipante | Non partecipante   | Non partecipante   | Non partecipante   | Non partecipante   | Non partecipante   | Non partecipante   | Non partecipante   | Non partecipante   | Non partecipante   | Non partecipante   | NC                 | X - Gruppo Sciolto | X - Gruppo Sciolto | X - Gruppo Sciolto | X - Gruppo Sciolto | X - Gruppo Sciolto | X - Gruppo Sciolto |
| NGA                              | Non partecipante | Non partecipante | Non partecipante | Non partecipante   | Non partecipante   | Non partecipante   | Non partecipante   | Non partecipante   | Non partecipante   | Non partecipante   | Non partecipante   | NC                 | X - Gruppo Sciolto | X - Gruppo Sciolto | X - Gruppo Sciolto | X - Gruppo Sciolto | X - Gruppo Sciolto | X - Gruppo Sciolto | X - Gruppo Sciolto | X - Gruppo Sciolto |
| Nuova Equipe                     | Non partecipante | Non partecipante | Non partecipante | Non partecipante   | Non partecipante   | Non partecipante   | 5                  | NC                 | 2                  | 2                  | 1                  | 1                  | 1                  | 1                  | 2                  | 1                  | 3                  | 1                  | NC                 | 5                  |
| Nuovo Gruppo                     | Non partecipante | Non partecipante | Non partecipante | Non partecipante   | 3                  | X - Gruppo Sciolto | X - Gruppo Sciolto | X - Gruppo Sciolto | X - Gruppo Sciolto | X - Gruppo Sciolto | X - Gruppo Sciolto | X - Gruppo Sciolto | X - Gruppo Sciolto | X - Gruppo Sciolto | X - Gruppo Sciolto | X - Gruppo Sciolto | X - Gruppo Sciolto | X - Gruppo Sciolto | X - Gruppo Sciolto | X - Gruppo Sciolto |
| Porta della Ripa (Centro)        | 4                | 1                | 2                | 1                  | 4                  | 4                  | N.D.               | 2                  | NC                 | 6                  | 5                  | 2                  | 2                  | 4                  | 6                  | 5                  | 1                  | 2                  | 4                  | 1                  |
| Porta Romana (COMB)              | Non partecipante | Non partecipante | Non partecipante | Non partecipante   | Non partecipante   | Non partecipante   | 6                  | 4                  | 1                  | 4                  | 3                  | 6                  | 3                  | NC                 | 1                  | 4                  | 2                  | 5                  | 2                  | NC                 |
| Santo Sepolcro (6+6)             | Non partecipante | Non partecipante | Non partecipante | NC                 | NC                 | 2                  | NC                 | NC                 | NC                 | 4                  | NC                 | NC // NC           | 5                  | 2                  | 3                  | NC                 | NC                 | 3                  | 5                  | 6                  |
| SOS                              | Non partecipante | Non partecipante | Non partecipante | 3                  | 1                  | N.D.               | 1                  | NC                 | NC                 | X - Gruppo Sciolto | X - Gruppo Sciolto | X - Gruppo Sciolto | X - Gruppo Sciolto | X - Gruppo Sciolto | X - Gruppo Sciolto | X - Gruppo Sciolto | X - Gruppo Sciolto | X - Gruppo Sciolto | X - Gruppo Sciolto | X - Gruppo Sciolto |
| The People                       | Non partecipante | Non partecipante | Non partecipante | Non partecipante   | Non partecipante   | Non partecipante   | Non partecipante   | Non partecipante   | Non partecipante   | Non partecipante   | Non partecipante   | Non partecipante   | NC                 | NC                 | X - Gruppo Sciolto | X - Gruppo Sciolto | X - Gruppo Sciolto | X - Gruppo Sciolto | X - Gruppo Sciolto | X - Gruppo Sciolto |
| TG1                              | Non partecipante | Non partecipante | Non partecipante | Non partecipante   | Non partecipante   | Non partecipante   | NC                 | X - Gruppo Sciolto | X - Gruppo Sciolto | X - Gruppo Sciolto | X - Gruppo Sciolto | X - Gruppo Sciolto | X - Gruppo Sciolto | X - Gruppo Sciolto | X - Gruppo Sciolto | X - Gruppo Sciolto | X - Gruppo Sciolto | X - Gruppo Sciolto | X - Gruppo Sciolto | X - Gruppo Sciolto |
| TNT                              | Non partecipante | Non partecipante | Non partecipante | Non partecipante   | Non partecipante   | Non partecipante   | 4                  | NC                 | NC                 | X - Gruppo Sciolto | X - Gruppo Sciolto | X - Gruppo Sciolto | X - Gruppo Sciolto | X - Gruppo Sciolto | X - Gruppo Sciolto | X - Gruppo Sciolto | X - Gruppo Sciolto | X - Gruppo Sciolto | X - Gruppo Sciolto | X - Gruppo Sciolto |
| Torre Alfina                     | 4                | NC               | NC               | 4                  | N.D.               | 4                  | 2                  | 1                  | NC                 | X - Gruppo Sciolto | X - Gruppo Sciolto | X - Gruppo Sciolto | X - Gruppo Sciolto | X - Gruppo Sciolto | X - Gruppo Sciolto | X - Gruppo Sciolto | X - Gruppo Sciolto | X - Gruppo Sciolto | X - Gruppo Sciolto | X - Gruppo Sciolto |
| Torre G. De Jacopo (Nuova Torre) | Non partecipante | Non partecipante | Non partecipante | Non partecipante   | Non partecipante   | Non partecipante   | Non partecipante   | Non partecipante   | Non partecipante   | Non partecipante   | Non partecipante   | Non partecipante   | Non partecipante   | Non partecipante   | Non partecipante   | 2                  | NC                 | NC                 | NC                 | NC                 |
| Torre Julia de Jacopo            | Non partecipante | Non partecipante | Non partecipante | Non partecipante   | Non partecipante   | Non partecipante   | Non partecipante   | Non partecipante   | Non partecipante   | Non partecipante   | Non partecipante   | Non partecipante   | NC                 | 5                  | N.A.               | NC                 | 6                  | NC                 | 3                  | NC                 |
| Torre San Marco (1° Equipe)      | 2                | 3                | 1                | 2                  | 2                  | NC                 | NC                 | 5                  | 4                  | NC                 | 4                  | 4 // 5             | 6 // NC            | 6                  | 4                  | 3                  | 4                  | NC                 | 6                  | SQ.                |
| Trevinano                        | 4                | 4                | NC               | N.D.               | 1                  | X - Gruppo Sciolto | X - Gruppo Sciolto | X - Gruppo Sciolto | X - Gruppo Sciolto | X - Gruppo Sciolto | X - Gruppo Sciolto | X - Gruppo Sciolto | X - Gruppo Sciolto | X - Gruppo Sciolto | X - Gruppo Sciolto | X - Gruppo Sciolto | X - Gruppo Sciolto | X - Gruppo Sciolto | X - Gruppo Sciolto | X - Gruppo Sciolto |
| Via del Carmine (GNS)            | Non partecipante | Non partecipante | Non partecipante | Non partecipante   | Non partecipante   | Non partecipante   | Non partecipante   | Non partecipante   | Non partecipante   | Non partecipante   | Non partecipante   | Non partecipante   | Non partecipante   | Non partecipante   | Non partecipante   | Non partecipante   | NC                 | NC                 | NC                 | NC                 |
| Yuppies                          | Non partecipante | Non partecipante | Non partecipante | Non partecipante   | Non partecipante   | Non partecipante   | Non partecipante   | Non partecipante   | Non partecipante   | Non partecipante   | Non partecipante   | Non partecipante   | Non partecipante   | Non partecipante   | Non partecipante   | Non partecipante   | 5                  | NC                 | NC                 | 4                  |

#### 1990-2009
|                                  | 90               | 91               | 92               | 93                 | 94                 | 95                 | 96                 | 97                 | 98                 | 99                 | 00                 | 01                 | 02                 | 03                 | 04                 | 05                 | 06                 | 07                 | 08                 | 09                 |
| -------------------------------- | ---------------- | ---------------- | ---------------- | ------------------ | ------------------ | ------------------ | ------------------ | ------------------ | ------------------ | ------------------ | ------------------ | ------------------ | ------------------ | ------------------ | ------------------ | ------------------ | ------------------ | ------------------ | ------------------ | ------------------ |
| Acquaviva                        | NC               | 5                | NC               | NC                 | 3                  | NC                 | 1                  | 3                  | 6                  | NC                 | NC                 | 2                  | NC                 | NC                 | NC                 | 6                  | NC                 | NC                 | 4                  | NC                 |
| Barbarossa                       | Non partecipante | Non partecipante | Non partecipante | 2                  | 5                  | 4                  | NC                 | NC                 | NC                 | 3                  | 1                  | NC                 | NC                 | NC                 | NC                 | NC                 | NC                 | NC                 | NC                 | NC                 |
| Corniolo (SAS)                   | 4                | NC               | 5                | NC                 | NC                 | NC                 | NC                 | 1                  | 5                  | 2                  | 6                  | NC                 | NC                 | NC                 | NC                 | NC                 | 4                  | NC                 | NC                 | 6                  |
| Corte Vecchia (Selecao)          | Non partecipante | Non partecipante | Non partecipante | Non partecipante   | Non partecipante   | Non partecipante   | Non partecipante   | Non partecipante   | 3                  | NC                 | 2                  | 1                  | 3                  | 2                  | 1                  | 2                  | 2                  | 1                  | NC                 | NC                 |
| Costa San Pietro (GFS)           | Non partecipante | Non partecipante | Non partecipante | Non partecipante   | Non partecipante   | Non partecipante   | Non partecipante   | Non partecipante   | NC                 | SQ.                | NC                 | NC                 | NC                 | NC                 | 6                  | NC                 | NC                 | NC                 | NC                 | 3                  |
| GAA                              | NC               | 1                | 3                | NC                 | 4                  | NC                 | NC                 | 5                  | NC                 | NC                 | X - Gruppo Sciolto | X - Gruppo Sciolto | X - Gruppo Sciolto | X - Gruppo Sciolto | X - Gruppo Sciolto | X - Gruppo Sciolto | X - Gruppo Sciolto | X - Gruppo Sciolto | X - Gruppo Sciolto | X - Gruppo Sciolto |
| Nuova Equipe                     | 5                | NC               | 2                | X - Gruppo Sciolto | X - Gruppo Sciolto | X - Gruppo Sciolto | X - Gruppo Sciolto | X - Gruppo Sciolto | X - Gruppo Sciolto | X - Gruppo Sciolto | X - Gruppo Sciolto | X - Gruppo Sciolto | X - Gruppo Sciolto | X - Gruppo Sciolto | X - Gruppo Sciolto | X - Gruppo Sciolto | X - Gruppo Sciolto | X - Gruppo Sciolto | X - Gruppo Sciolto | X - Gruppo Sciolto |
| Porta della Ripa (Centro)        | NC               | 4                | NC               | NC                 | NC                 | NC                 | 5                  | NC                 | 2                  | NC                 | NC                 | 6                  | 2                  | 5                  | NC                 | NC                 | NC                 | 3                  | 3                  | 2                  |
| Porta Romana (COMB)              | 3                | 6                | NC               | 6                  | 6                  | NC                 | 2                  | NC                 | 1                  | NC                 | 5                  | NC                 | NC                 | NC                 | NC                 | 1                  | 3                  | 6                  | NC                 | 1                  |
| Quintaluna                       | NC               | Non partecipante | Non partecipante | Non partecipante   | Non partecipante   | Non partecipante   | Non partecipante   | con Torre J.       | con Torre J.       | X - Gruppo Sciolto | X - Gruppo Sciolto | X - Gruppo Sciolto | X - Gruppo Sciolto | X - Gruppo Sciolto | X - Gruppo Sciolto | X - Gruppo Sciolto | X - Gruppo Sciolto | X - Gruppo Sciolto | X - Gruppo Sciolto | X - Gruppo Sciolto |
| Rugarella                        | NC               | NC               | NP               | 5                  | 2                  | NC                 | NC                 | NC                 | NC                 | NC                 | 3                  | NC                 | NC                 | NC                 | 3                  | 5                  | NC                 | 5                  | NC                 | 4                  |
| Sant'Anna (GSA)                  | Non partecipante | Non partecipante | Non partecipante | Non partecipante   | NC                 | 5                  | NC                 | NC                 | NC                 | NC                 | NC                 | NC                 | NC                 | NC                 | 5                  | NC                 | NC                 | 2                  | 2                  | NC                 |
| Santo Sepolcro (6+6)             | NC               | 3                | 1                | 1                  | NC                 | 1                  | 4                  | NC                 | NC                 | 5                  | NC                 | NC                 | NC                 | 1                  | NC                 | 3                  | NC                 | NC                 | 5                  | NC                 |
| Torre G. De Jacopo (Nuova Torre) | 2                | NC               | 6                | NC                 | NC                 | 6                  | NC                 | 4                  | NC                 | 6                  | NC                 | 4                  | 6                  | 4                  | NC                 | NC                 | NC                 | NC                 | NC                 | SQ.                |
| Torre Julia de Jacopo            | NC               | NC               | NC               | NC                 | 1                  | NC                 | NC                 | NC                 | NC                 | NC                 | NC                 | NC                 | 1                  | NC                 | X - Gruppo Sciolto | X - Gruppo Sciolto | X - Gruppo Sciolto | X - Gruppo Sciolto | X - Gruppo Sciolto | X - Gruppo Sciolto |
| Torre San Marco (1° Equipe)      | 1                | 2                | 4                | 3                  | NC                 | 2                  | 3                  | 2                  | NC                 | 1                  | NC                 | NC                 | NC                 | 6                  | 4                  | 4                  | 6                  | NC                 | 6                  | NC                 |
| Via del Carmine (GNS)            | NC               | NC               | NC               | NC                 | NC                 | 3                  | NC                 | 6                  | 4                  | 4                  | NC                 | 3                  | 5                  | 3                  | 2                  | NC                 | 1                  | NC                 | NC                 | NC                 |
| Via del Fiore (Prima Equipe)     | Non partecipante | Non partecipante | Non partecipante | 4                  | NC                 | NC                 | 6                  | NC                 | NC                 | NC                 | 4                  | 5                  | 4                  | NC                 | NC                 | NC                 | 5                  | 4                  | 1                  | 5                  |
| Via Francigena (Blu Cobalto)     | Non partecipante | Non partecipante | Non partecipante | Non partecipante   | Non partecipante   | Non partecipante   | Non partecipante   | Non partecipante   | NC                 | NC                 | NC                 | NC                 | NC                 | NC                 | NC                 | NC                 | NC                 | NC                 | NC                 | NC                 |
| Yuppies                          | 6                | NC               | NC               | NC                 | X - Gruppo Sciolto | X - Gruppo Sciolto | X - Gruppo Sciolto | X - Gruppo Sciolto | X - Gruppo Sciolto | X - Gruppo Sciolto | X - Gruppo Sciolto | X - Gruppo Sciolto | X - Gruppo Sciolto | X - Gruppo Sciolto | X - Gruppo Sciolto | X - Gruppo Sciolto | X - Gruppo Sciolto | X - Gruppo Sciolto | X - Gruppo Sciolto | X - Gruppo Sciolto |

#### 2010-oggi
|                                  | 10 | 11 | 12 | 13 | 14 | 15 | 16 | 17 | 18 | 19 | 22 | 23 | 24 | 25 |
| -------------------------------- | -- | -- | -- | -- | -- | -- | -- | -- | -- | -- | -- | -- | -- | -- |
| Acquaviva                        | NC | NC | NC | NC | NC | NC | NC | NC | NC | NC | NC | NC | NC | NC |
| Barbarossa                       | NC | NC | 4  | 5  | NC | NC | NC | NC | NC | NC | NC | NC | 1  | NC |
| Corniolo (SAS)                   | 1  | 1  | 5  | NC | 2  | 3  | NC | 3  | NC | NC | 3  | 4  | NC | 4  |
| Corte Vecchia (Selecao)          | NC | NC | NC | NC | NC | NC | 1  | 2  | 4  | 2  | NC | 2  | NC | 6  |
| Costa San Pietro (GFS)           | NC | 5  | NC | NC | 4  | NC | NC | 5  | 5  | NC | 4  | NC | NC | NC |
| Porta della Ripa (Centro)        | 2  | 3  | 1  | 4  | 1  | NC | NC | NC | NC | NC | NC | NC | 3  | 1  |
| Porta Romana (COMB)              | 3  | 4  | NC | 3  | NC | 1  | 5  | NC | NC | NC | NC | NC | NC | NC |
| Rugarella                        | 5  | NC | 2  | NC | NC | NC | NC | NC | 1  | NC | 6  | 6  | NC | 5  |
| Sant'Anna (GSA)                  | NC | NC | NC | 6  | NC | NC | 2  | 1  | 3  | 6  | NC | 3  | 2  | NC |
| Santo Sepolcro (6+6)             | NC | NC | 6  | NC | NC | 6  | 3  | NC | 2  | 4  | 5  | NC | NC | NC |
| Torre G. De Jacopo (Nuova Torre) | NC | NC | NC | NC | NC | 4  | 4  | NC | NC | 5  | NC | NC | NC | NC |
| Torre San Marco (1° Equipe)      | NC | 2  | NC | 1  | 6  | 2  | NC | 4  | 6  | 3  | 2  | 1  | NC | NC |
| Via del Carmine (GNS)            | 6  | NC | NC | NC | 5  | NC | NC | NC | NC | NC | NC | NC | 5  | NC |
| Via del Fiore (Prima Equipe)     | 4  | 6  | 3  | 2  | 3  | 5  | 6  | 6  | NC | 1  | 1  | 5  | 6  | 3  |
| Via Francigena (Blu Cobalto)     | NC | NC | NC | NC | NC | NC | NC | NC | NC | NC | NC | NC | 4  | 2  |

### Premio Mario Ronchini
A partire dall'edizione 2023 la Pro Loco ha deciso di istituire un premio votato dalla Giuria Popolare: utilizzando il coupon allegato alla Guida Pugnaloni, è infatti possibile scegliere il "proprio" mosaico floreale preferito ed effettuare una votazione inserendolo nelle apposite urne.
Tale premio è dedicato alla memoria di Mario Ronchini, ex Comandante dei Vigili Urbani deceduto da alcuni anni ed antesignano degli attuali speaker locali (storico il suo timbro di voce che dalla finestra centrale del Palazzo Comunale proclamava tanto i vincitori della Festa dei Pugnaloni quanto estraeva le tombole agostane). 
| Anno | Vincitore                    | Bozzetto di         |
| 2023 | Corte Vecchia (Selecao)      | Veronica Regoli     |
| 2024 | Rugarella                    | Luca Lombardelli    |
| 2025 | Via Francigena (Blu Cobalto) | Tiziana Lombardelli |

### Risultati 2025
| Piazzamento | Gruppo                       | Punteggio (su 140) |
| 1º          | Porta della Ripa (Centro)    | 376                |
| 2º          | Via Francigena (Blu Cobalto) | 314                |
| 3º          | Via del Fiore (Prima Equipe) | 303                |
| 4º          | Corniolo (SAS)               | 284                |
| 5º          | Rugarella                    | 266                |
| 6º          | Corte Vecchia (Selecao)      | 255                |

## Record (aggiornato al 2025)
- Record di Vittorie: Prima Equipe Torre San Marco, Porta della Ripa (Centro) - 7
- Record di Vittorie consecutive: Nuova Equipe - 4
- Record di NC: Corniolo (SAS), Santo Sepolcro (6+6) - 28
- Record di NC consecutivi: Via Francigena (Blu Cobalto) - 24
- Record di piazzamenti in classifica: Torre San Marco (Prima Equipe) - 39
- Record di piazzamenti in classifica consecutivi: Via del Fiore (Prima Equipe) - 12
- Bozzettista più vincente: Ennio Luzzi [Nuova Equipe, Acquaviva] - 7